# James Oscar McKinsey
James Oscar McKinsey, né le 4 juin 1889 dans le Missouri et mort le 30 novembre 1937 à Chicago, est un comptable américain, professeur de comptabilité à l'université de Chicago et le fondateur de la firme McKinsey & Company.

## Biographie
Né en 1889 à Gamma, au Missouri, McKinsey obtient un diplôme de comptabilité de l'Université de Chicago en 1918.
De 1920 à 1921, il est maître de conférence à l'université Columbia.
En 1926, il fonde le cabinet McKinsey & Company, implantée à Chicago. Il quitte la firme en 1935 pour prendre les commandes de Marshall Field, le principal client du cabinet.
Il meurt à l'âge de 48 ans en 1937 des suites d'une pneumonie.